# Bastian Weiser
Bastian Weiser (Kleef, 19 juni 1990) is een Duits voetballer die als middenvelder bij N.E.C. en EHC in Nederland speelde.
Weiser begon op vierjarige leeftijd met voetballen bij VfB Kleve, na een half jaar stapte hij over naar SV Siegfried Materborn. Op dertienjarige leeftijd kwam hij in de jeugdopleiding van N.E.C. en sinds het seizoen 2008/09 maakte hij deel uit van de selectie van het eerste elftal.
Hij zat af en toe op de bank, onder andere tijdens de UEFA Cup-wedstrijden tegen Hamburger SV. Op 10 april 2010 maakte hij in de thuiswedstrijd tegen AZ Alkmaar zijn debuut in eredivisie als basisspeler. Hij verving Arek Radomski die zich vanwege de vliegramp bij Smolensk eerder die dag, niet in staat voelde om te kunnen spelen. Na één helft werd hij vervangen door Erton Fejzullahu. Na het seizoen 2009-2010 werd zijn contract bij N.E.C. niet verlengd. Nadat hij geen nieuwe profclub kon vinden startte hij een studie aan de RWHT Aken en ging bij een Duitse amateurclub spelen. Begin 2011 stapte hij over naar EHC dat uitkwam in de Zondag Hoofdklasse B.
Weiser doorliep het Sebus Gymnasium in Kleve en is een fan van Borussia Dortmund. Hij deed in zijn jeugd ook aan atletiek bij LN Nütterden